# Dubské vrchy
Dubské vrchy jsou geomorfologický okrsek v okrese Tábor v Jihočeském kraji, vzdušnou čarou 80 kilometrů jižně od Prahy.

## Popis
Geomorfologický okrsek Dubské vrchy s rozlohou 47,69 km² tvoří součást Pacovské pahorkatiny, která je podcelkem Křemešnické vrchoviny a ta je celkem Českomoravské vrchoviny.
Dubské vrchy mají široké zaoblené vrcholy, které jsou tvořené svory a svorovými rulami. Tyto vrchy jsou převážně pokryty souvislými lesními komplexy se smrkovými porosty s borovicemi, vzácněji s buky, lípami a javory. Nejvyšším vrcholem Dubských vrchů je kuželovitý vrch Batkovy (724,2 m n. m.).
Rozsáhlý komplex lesů a vodních ploch vytváří hodnotnou krajinnou architekturu. K tomu přispívá kompozice vějířovitě uspořádaných alejí podél cest mezi obcemi Mašovice a Pohnánec pod vrchem Homole (666 m n. m.). 
Na území Dubských vrchů leží Přírodní park Polánka.

## Podnebí
Oblast Dubských vrchů je součástí hemiboreální klimatické zóny. Průměrná roční teplota v oblasti je 7 °C. Nejteplejším měsícem je červenec s průměrnou teplotou 18 °C a nejchladněji je v lednu s −8 °C. Průměrný roční úhrn srážek je 994 milimetrů. Nejdeštivější měsíc je červen s průměrem 136 mm dešťových srážek a nejsušší je pak březen s 39 mm srážek.

## Důlní činnost
V oblasti Dubských vrchů a okolí probíhala v minulosti těžební činnost, těžilo se stříbro. Dolování stříbra v Dubských vrších dosáhlo největšího rozkvětu mezi roky 1580 a 1618. Poté postupně docházelo k úpadku dolů, kdy se prováděly jen nejnutnější udržovací práce. Po třicetileté válce byla těžba obnovena a v letech 1662–1692 bylo vytěženo 118 kg stříbra. Následovalo období, kdy se několikrát střídal útlum s pokusy o znovuobnovení těžby. Důlní činnost nebyla rentabilní a byla definitivně ukončena v 2. polovině 19. století.

## Turistika
Dubskými vrchy vedou jak turistické trasy pro pěší, tak i trasy pro cykloturisty:
- červená trasa z vrchu Homole (666 m n. m.) přes Mladou Vožici do Vlašimi, délka trasy 38,5 km
- modrá trasa z Chýnova přes Polánku ke Knížecímu rybníku u Tábora, délka trasy 20,2 km
- žlutá trasa od rozcestníku Pod Homolí do Radvanova, délka trasy 7,6 km
- cyklotrasa č. 1172, délka trasy 37 km[7]
- naučná stezka Stříbrná osmička seznamuje návštěvníky historií těžby stříbra v tomto regionu. Vede ze Sudoměřic u Tábora do Mladé Vožice, její délka je přibližně 50 km.